# Supersuckers
Die Supersuckers sind eine amerikanische Rockband. Sie selbst bezeichnen sich als „Greatest Rock ’n’ Roll Band in the World“. Die ansonsten Punkrock spielende Band schlug mit ihrem 1997 erschienenen Studioalben Must’ve Been High Country-Töne an. Daher kann sie nicht eindeutig einem Genre zugeordnet werden.

## Geschichte
Im Jahre 1988 wurden die Supersuckers von Eddie Spaghetti am Bass, Dan „Thunder“ Bolton und Rontrose Heathman an der Gitarre, Daniel Scott „Dancing Eagle“ Siegel am Schlagzeug und mit Eric Martin als Lead-Sänger in Tucson (Arizona) ins Leben gerufen. 1989 folgte der Umzug nach Seattle, wobei Eric Martin die Band verließ und Eddie Spaghetti dessen Rolle zusätzlich übernahm. The Supersuckers nahmen eine Vielzahl von Songs bei mehreren kleineren Labels auf, von denen mehrere dann 1992 als The Songs All Sound the Same veröffentlicht wurden. 1992 erschien auch ihr erstes Album The Smoke of Hell bei dem Seattler Label Sub Pop. Ihr zweites Werk La Mano Cornuda (spanisch: Die gehörnte Hand) folgte 1994 ebenfalls Sub Pop.
1995 verließ Gitarrist Rontrose Heathman zeitweilig die Band und wurde während der Aufnahmen zu ihrem dritten Album, The Sacrilicious Sounds of the Supersuckers und der darauf folgenden Tour durch Rick Sims (The Didjits, später Gaza Strippers) ersetzt. Ein Wendepunkt in der Bandgeschichte war Must've Been High, das zwar wieder mit Rontrose Heathman aufgenommen wurde, aber auf dem zum ersten Mal statt des bisherigen punkigen Garagenrocks Country zu hören ist.
Die größten Hits der ersten zehn Jahre der Band von 1988 bis 1998 wurden 1999 als Greatest-Hits-Alben veröffentlicht (How the Supersuckers Became the Greatest Rock and Roll Band in the World bei Sup Pop), kurz darauf folgte das fünfte Studio-Album The Evil Powers of Rock ’n’ Roll.
2001 gründeten sie ihr eigenes Label Mid-Fi Recordings und veröffentlichten 2003 ihre vorletzte Studio-Platte Motherfuckers be Trippin. Nach zwei Live-Alben erschien 2006 Devil’s Food, eine Sammlung von Singles der Band. 2008 erschien das vorerst letzte Studioalbum Get it together. Am 11. Oktober 2009 wurde bekannt gegeben, dass Ron „Rontrose“ Heathman die Band auf eigenen Wunsch verlassen hat. Als Ersatz wurde „Metal“ Marty Chandler verpflichtet. Im Jahr 2011 ging die Band nach einer kurzen Auszeit, in der Eddie Spaghetti ein Soloalbum mit dem Titel „Sundowner“ herausbrachte, in Europa mit der Band Thin Lizzy auf Tour. Im Januar 2014 erschien das Studioalbum Get the Hell.
Am 18. August 2020 verstarb der ehemalige Gitarrist Ron Heathman. Die Todesursache ist bisher nicht bekannt.

### Personalia
Drummer und Gründungsmitglied Daniel Scott Siegel hat die Band aus unbekannten Gründen verlassen und Gitarrist Dan Bolton hatte sich einige Zeit von der Band zurückgezogen, ist aber inzwischen wieder eingestiegen. Sänger Eddie Spaghetti tritt mittlerweile als Solo-Künstler auf, 2013 brachte er sein viertes Album auf den Markt. Als Schlagzeuger wurde inzwischen Dusty Watson (ex Agent Orange; Jon & the Nightriders, Dick Dale, Boo Ya Tribe, Slacktone) gefunden.

## Sonstiges
Die Supersuckers haben mit vielen anderen Musikern und Bands Aufnahmen gemacht, beispielsweise mit Willie Nelson, Steve Earle, Kelley Deal von The Breeders und Eddie Vedder von Pearl Jam. Auch sind sie mit zahlreichen anderen Bands auf Tour gegangen, wie Mudhoney, Social Distortion, Bad Religion, den Ramones, Motörhead, Butthole Surfers und White Zombie.

## Diskografie
- 1992 The Songs All Sound the Same – Singles Collection (eMpty Records)
- 1992 The Smoke of Hell (Sub Pop)
- 1994 La Mano Cornuda (Sub Pop)
- 1995 The Sacrilicious Sounds of the Supersuckers (Sub Pop)
- 1997 Must’ve Been High (Sub Pop) (Country)
- 1999 How the Supersuckers Became the Greatest Rock and Roll Band in the World (Sub Pop)
- 1999 The Evil Powers of Rock ’n’ Roll (Koch Records)
- 2002 Must’ve Been Live (Live, MidFi) (Country)
- 2002 Splitsville 1 (Split mit Electric Frankenstein)
- 2003 Motherfuckers Be Trippin'  (MidFi)
- 2004 Live at the Magic Bag (Live, MidFi)
- 2004 Live at the Tractor Tavern (Live, MidFi) (Country)
- 2005 Devil’s Food – Singles Collection (MidFi)
- 2006 Paid (EP, MidFi)
- 2006 Live at Bart’s CD Cellar & Record Shop (EP, MidFi)
- 2007 Live at Helldorado (DVD, MidFi)
- 2008 Get it together (MidFi)
- 2014 Get the Hell (Steamhammer)
- 2016 Holdin' the Bag (Steamhammer)
- 2018 Suck It (Acetate Records)
- 2020 Play That Rock'n'Roll (Steamhammer)